# فرانک بلیک
فرانک بلیک، (به انگلیسی: Frank Blake) (زاده ۳۰ ژوئیه ۱۹۴۹) کارآفرین، وکیل و مدیر ارشد اجرایی آمریکایی است، که در حال حاضر به‌عنوان مدیر عامل اجرایی و رییس هیئت مدیره شرکت هوم دیپو فعالیت می‌نماید.